# Grêmio Esportivo Recreativo Goioerê
O Grêmio Esportivo Recreativo Goioerê, conhecido como Grêmio Goioerê ou  GER Goioerê, é um clube brasileiro de futebol sediado na cidade de Goioerê, no estado do Paraná. O clube esta licenciado das competições profissionais (da FPF), porém, mantem ativo seu departamento de futebol, com competições amadoras de futebol e futsal, pela FPFA. 
É conhecido por seu torcedores como o leão do Vale do Piquiri, seu rival quando jogava o campeonato profissional, era o Sport Campo Mourão.

## História
Fundado em 1957, suas cores são o preto e o vermelho. Na década de 1980, iniciou a sua participação no futebol profissional, jogando o Campeonato Paranaense em sua divisão de acesso (nesta época só existia a primeira divisão e a divisão de acesso, no futebol paranaense). 
No Campeonato Paranaense de Futebol de 1990 (divisão de acesso), competindo com 32 equipes, sagrou-se campeão apos ganhar a final do União Operário Esportivo e Recreativo, Este time era comandado por Joaquim Violin e o principal jogador foi Polozzi, ídolo da Ponte Preta e que participou da Copa do Mundo de 1978 pela Seleção Brasileira. O presidente, no ano da conquista, foi Pedro Pessoa Tardelli.

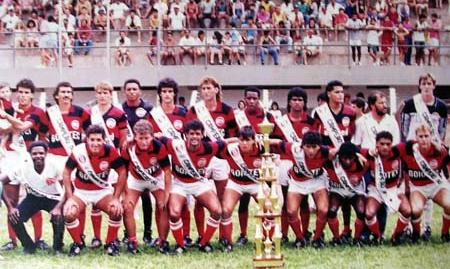
Grêmio Goioerê, campeão da segunda divisão do paranaense de 1990

Na final, houve dois confrontos, sendo que o primeiro o Goioerê ganhou por 1 a 0. No segundo jogo, o vencedor foi o União Operário, por 2 a 0. O regulamento da competição determinava que na igualdade de pontos (sem a preocupação de saldo de gols na fase final), o campeonato seria definido nos pênaltis. Nas cobranças, o Grêmio marcou 9 gols, contra 8 do União Operário, tornando-se campeão. A campanha vitoriosa foi com 12 vitórias, 12 empates e oito derrotas, nas seis fases do campeonato.
Com o título de 1990, obteve o acesso para a primeira divisão e jogou o Campeonato de 1991, Campeonato de 1992 e o Campeonato de 1993. Em 1993, disputou o "Torneio da Morte" da competição (torneio extra para definir os rebaixados) e mesmo livrando-se do rebaixamento, o clube abriu mão de sua participação no ano seguinte e solicitou o licenciamento das competições da FPF.
Depois de licenciado do futebol profissional, o clube filiou-se na "Federação Paranaense de Futebol Amador" (FPFA) e participa das competições da FPFA, principalmente a "Liga de Futebol de Goioerê" (LFG).

## Títulos

### Estaduais
- Campeonato Paranaense da Segunda Divisão: 1990[14][4]